# دهق (فريدن)
دهق هي قرية تقع في قسم ورزق الريفي في إيران. يقدر عدد سكانها بـ 630 نسمة بحسب إحصاء 2016.